# Cardston
Cardston is een plaats (town) in de Canadese provincie Alberta en telt 3452 inwoners (2006).

## Geboren
- Fay Wray (1907-2004), Canadees-Amerikaans actrice